# Викторс, Ян
Ян Викторс (нидерл.  Jan Victors, крещен 13 июня 1619, Амстердам — 1676, Голландская Ост-Индия) — нидерландский художник золотого века.

## Биография

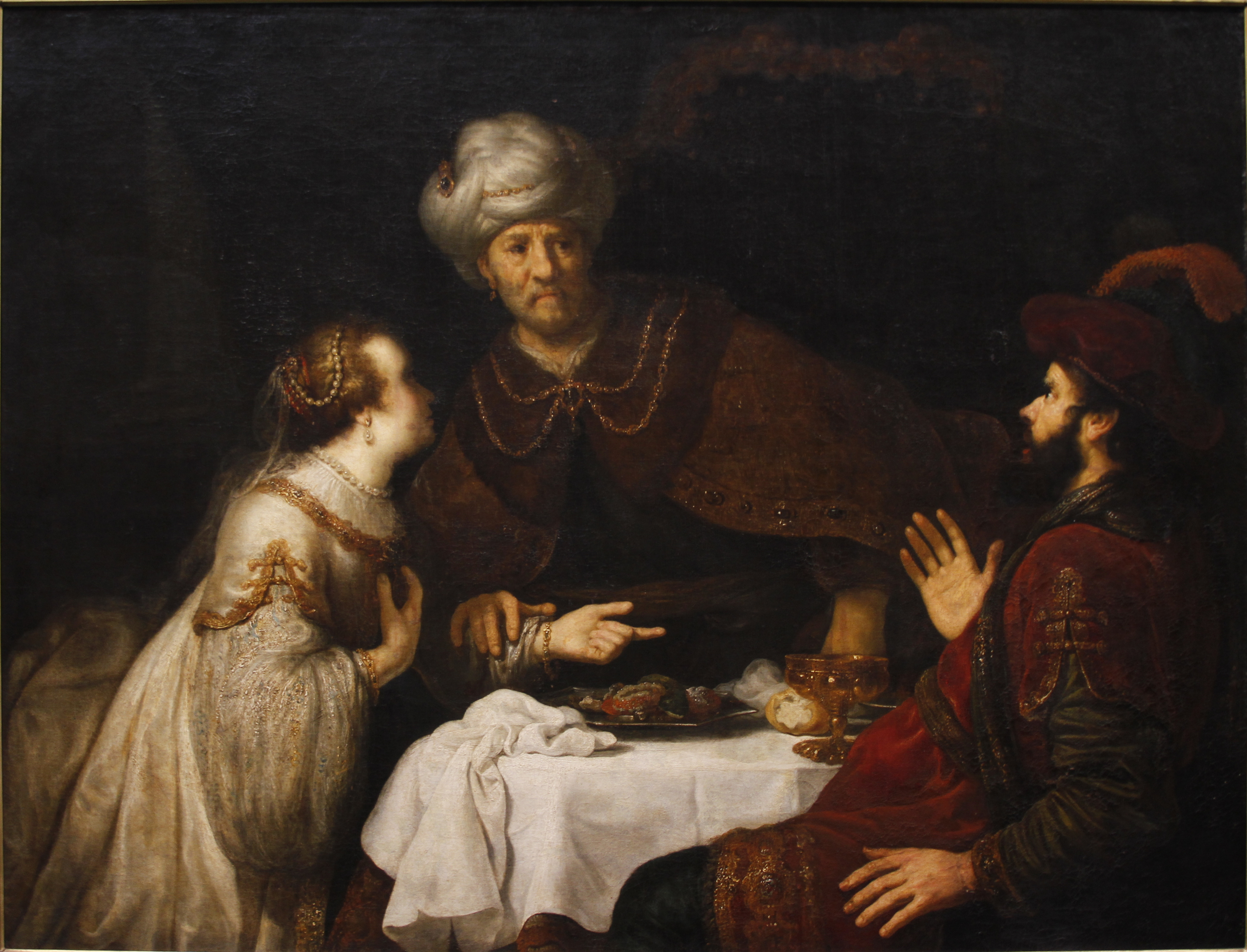
Эсфирь и Аман перед Артаксерксом, между 1635 и 1640. Кёльн

В налоговых документах начала XVIII в. фигурирует как ученик Рембрандта. Однако прямых сведений о его работе в рембрандтовской мастерской нет, хотя влияние Рембрандта на него очевидно. После катастрофического для страны 1672 года (начало изнурительной Голландской войны) художник был вынужден зарабатывать на жизнь другими занятиями, в том числе — стал т. н. утешителем больных (нидерл. ziekentrooster) в Ост-Индской компании. Отправился с ней в Ост-Индию, но, прибыв в Индонезию в начале 1676 года, вскоре умер.

## Творчество
Писал библейские сюжеты и жанровые сцены. Среди последних наиболее известна его Девушка в окне (1640, Лувр).

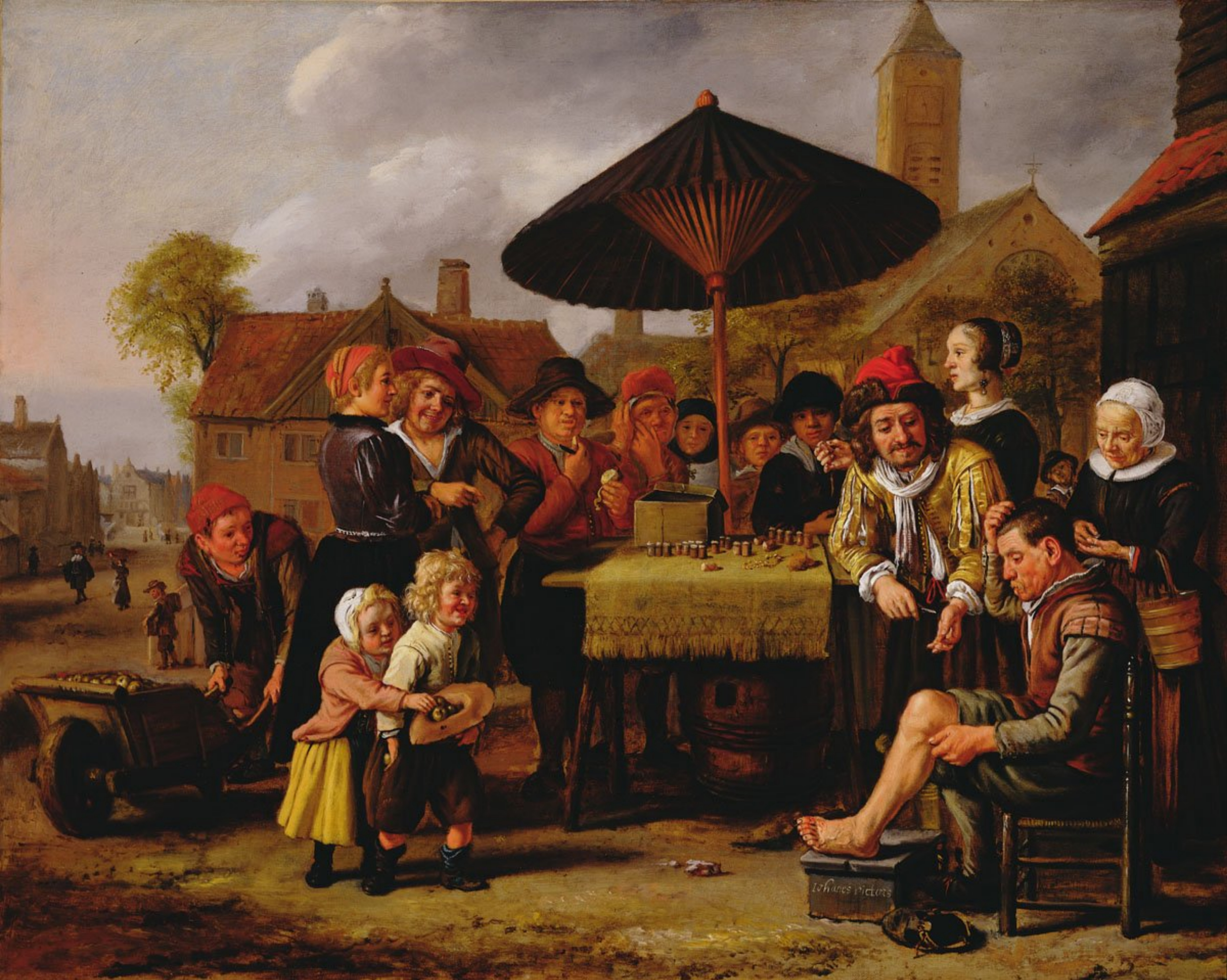
Ярмарочный лекарь, около 1635. Будапешт

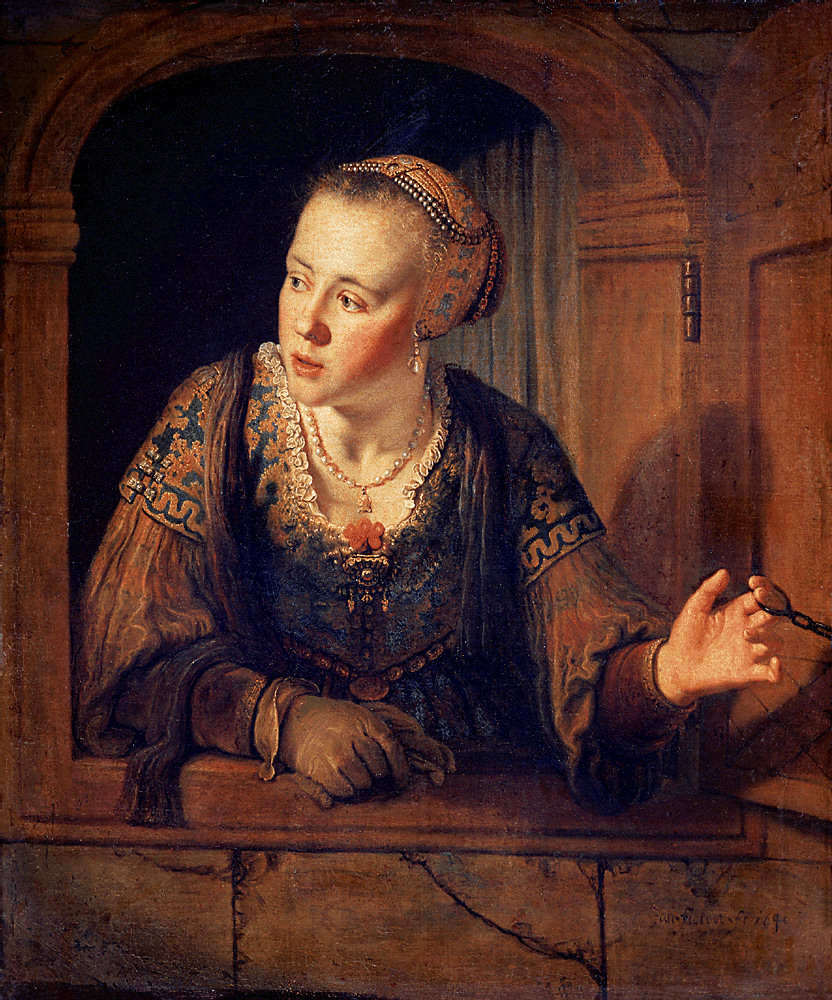
Девушка в окне

## Наследие
Работы Викторса находятся во многих музеях мира, включая российские (Эрмитаж, Серпуховский историко-художественный музей).